# Ranunculus bikramii
Ranunculus bikramii är en ranunkelväxtart som beskrevs av B.S. Aswal och B.N. Mehrotra. Ranunculus bikramii ingår i släktet ranunkler, och familjen ranunkelväxter. Inga underarter finns listade i Catalogue of Life.